# رفع المرسى (فلم)
رفع المرسى (بالإنجليزية: Anchors Aweigh) هو فيلم موسيقي تم إنتاجه في الولايات المتحدة وصدر في سنة 1945.

## بطولة
- فرانك سيناترا
- جين كيلي

### ترشيحات وجوائز
| السنة | الحدث | الفئة                      | النتيجة  |
| ----- | ----- | -------------------------- | -------- |
|       |       | أوسكار أحسن موسيقى تصويرية | فـــــوز |

## الميزانية والإيرادات
حقق أرباحا تقدر بـ 4.5 مليون دولار (/ Canada rentals).

## وصلات خارجية
- مقالات تستعمل روابط فنية بلا صلة مع ويكي بيانات